# ان‌جی‌سی ۵۲۶۴
ان‌جی‌سی ۵۲۶۴ (انگلیسی: NGC 5264) نام یک کهکشان در صورت فلکی مار باریک است.